# رودبزان
رودبزان، روستایی از توابع بخش نیر شهرستان تفت در استان یزد ایران است.

## جمعیت
این روستا در دهستان سخوید قرار دارد و براساس سرشماری مرکز آمار ایران در سال ۱۳۸۵، جمعیت آن ۳۳ نفر (۱۲خانوار) بوده‌است.